# Andrew Combe
Andrew Combe, född den 27 oktober 1797, död den 9 augusti 1847, var en skotsk läkare, bror till frenologen George Combe. 
Combe var livmedikus hos Leopold I av Belgien och Viktoria I av Storbritannien och åtnjöt ett mycket stort anseende som praktiserande läkare Han offentliggjorde många värdefulla avhandlingar, bland andra Principles of physiology applied to the conservation of health (1834, 15:e uppl. 1860; "Populär framställning af fysiologiens hufvudläror med afseende på helsovård och uppfostran", översättning och bearbetning av Alfred Hilarion Wistrand, 1852).